# Dypsis ramentacea
Dypsis ramentacea – gatunek palmy z rzędu arekowców (Arecales). Występuje endemicznie na Madagaskarze, w prowincji Toamasina. Można go spotkać w Parku Narodowym Mananara Nord.
Rośnie w bioklimacie wilgotnym. Występuje na wysokości do 500 m n.p.m.